# ابرویی عنکبوتی
ابرویی عنکبوتی (نام علمی: Ophrys sphegodes) نام یک گونه از سرده ابرویی است.

## نگارخانه

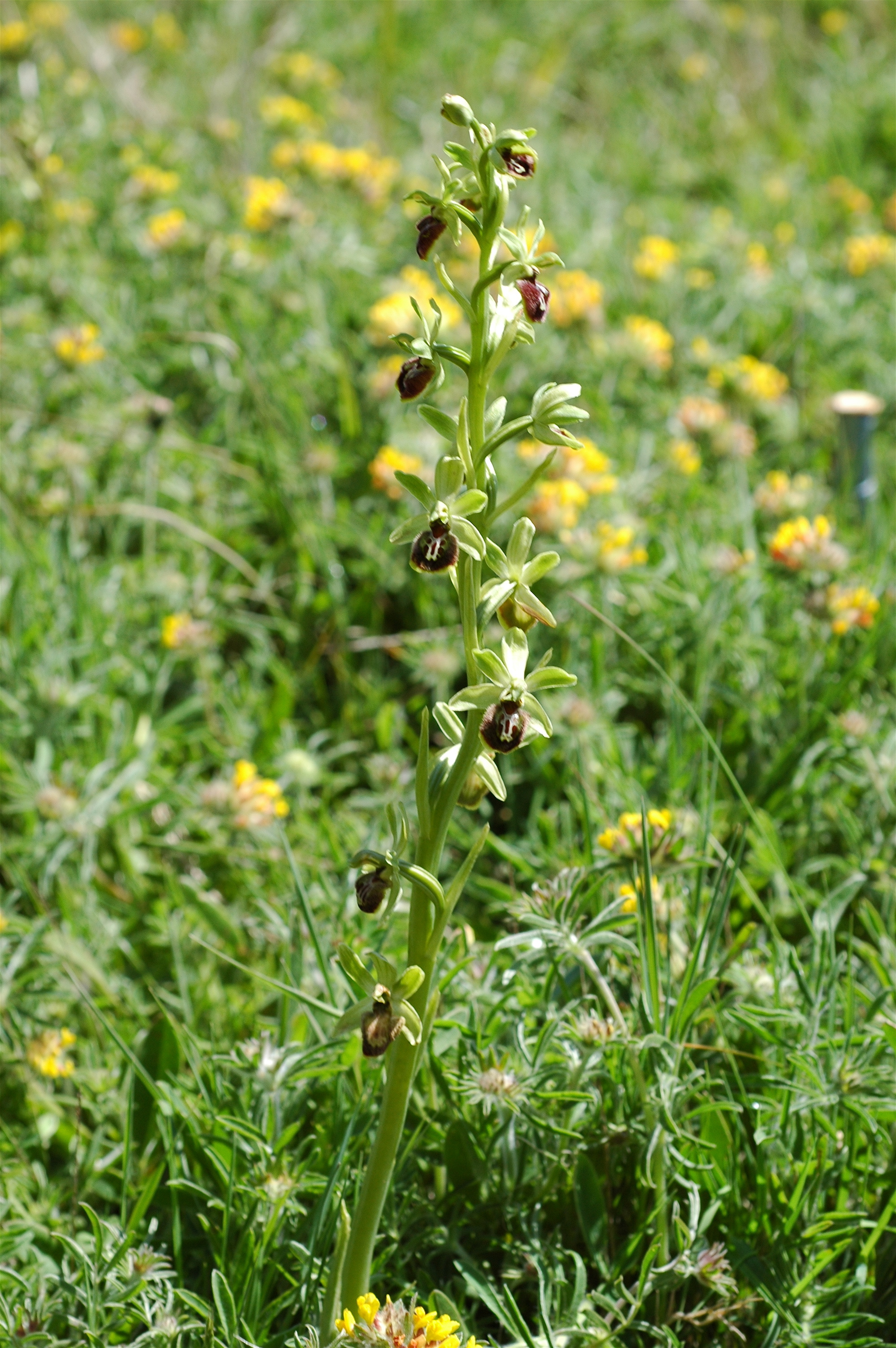
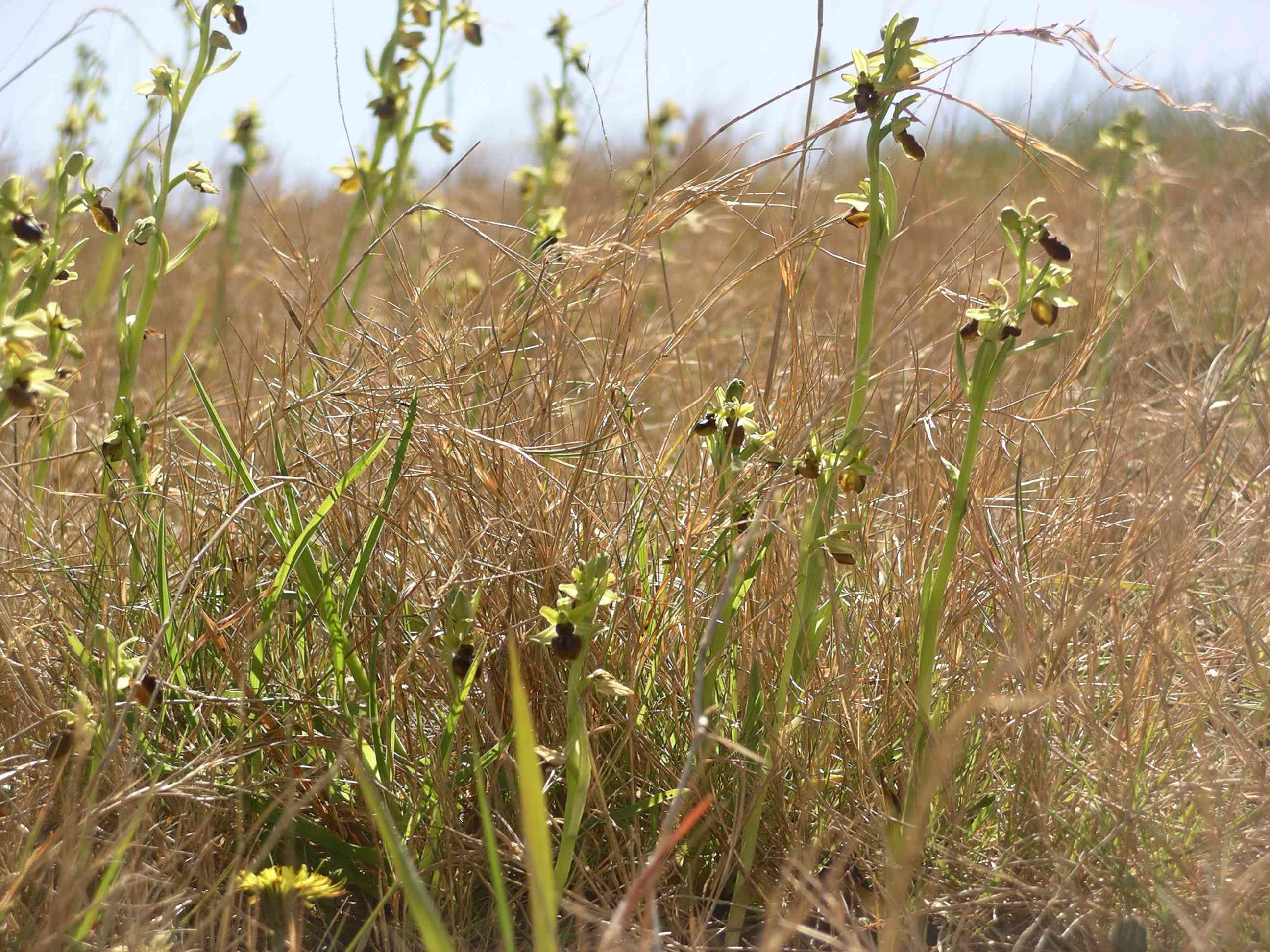